# 球冠

## 定义
球冠是指一个球面被平面所截后剩下的曲面。截得的圆面是底，垂直于圆面的直径被截得的部分是高。
也可看作圆弧绕过它的一个端点的圆的直径旋转一周得到的面。

## 公式
球冠的面积：{\displaystyle 2\pi \times R\times h}（R是球半径，h是高）。
或按照阿基米德所证的，球冠的表面积与半径为球冠边沿到球冠最低点的距离的圆的面积相等，即：{\displaystyle \pi \times L^{2}}（L是球冠边沿到球冠最低点的距离）

## 区别
与球缺区别：球冠是面，球缺是体，球缺可计算体积而球冠不能。